# Bradley Pierce
Bradley Pierce (født 23. oktober 1982 i Arizona i USA) er en amerikansk skuespiller. Han er bedst kendt som Peter Shepherd i Jumanji fra (1995).